# Leeuwenhoekova medaile

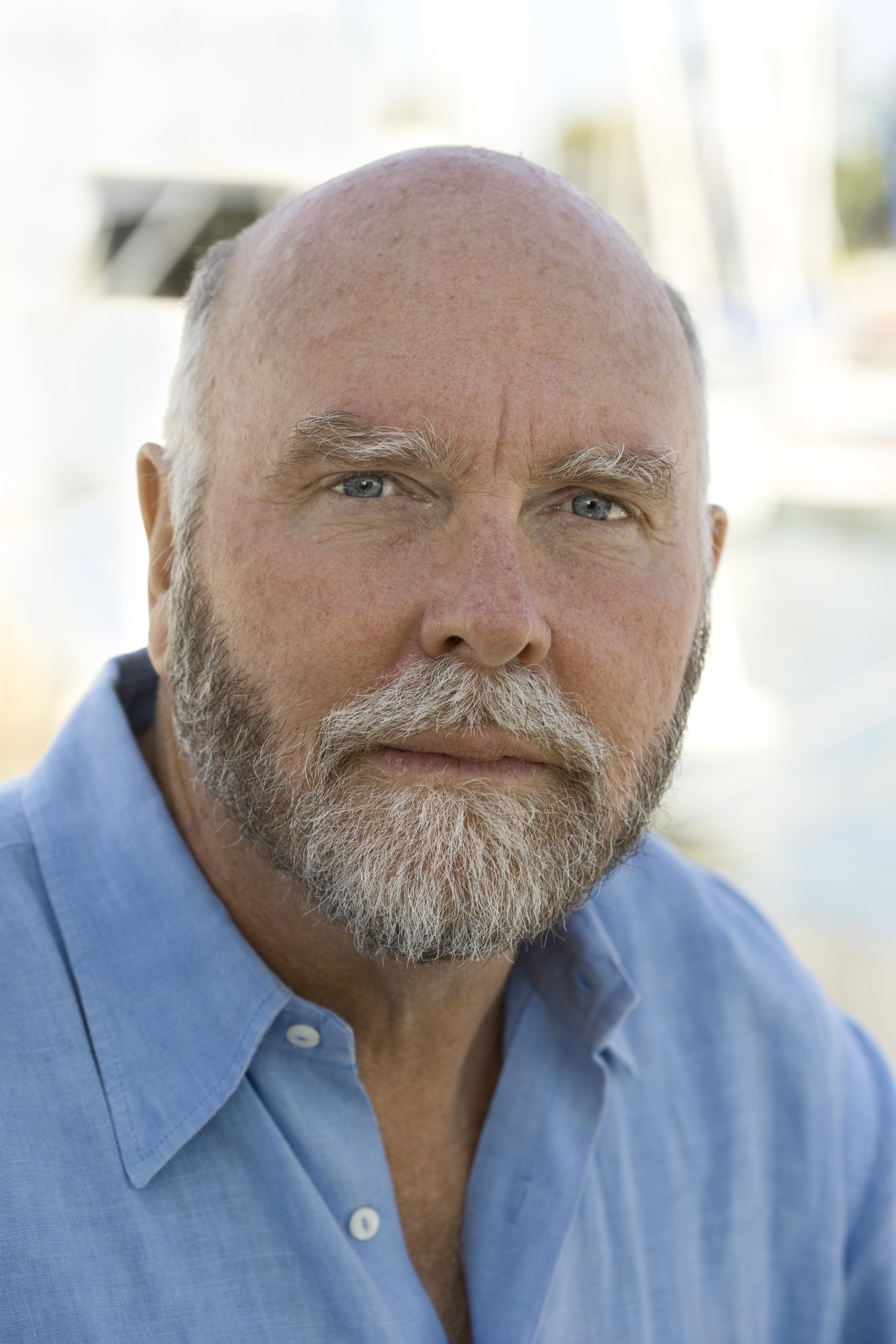
Nositelem Leeuwenhoekovy medaile udělené v roce 2015 je Craig Venter

Leeuwenhoekova medaile je ocenění, které založila roku 1877 Nizozemská královská akademie umění a přírodních věd na počest Antoni van Leeuwenhoeka. Uděluje se každých 10–12 let vědcům kteří svojí prací nejvýznamněji přispěli k rozvoji mikrobiologie v uplynulém desetiletí. Od roku 2015 uděluje tuto medaili Nizozemská královská akademie mikrobiologie.

## Laureáti
- 1877 – Christian Gottfried Ehrenberg
- 1885 – Ferdinand Julius Cohn
- 1895 – Louis Pasteur
- 1905 – Martinus Wilhelm Beijerinck
- 1915 – David Bruce
- 1925 – Félix d’Herelle
- 1935 – Sergej Vinogradskij
- 1950 – Selman Abraham Waksman
- 1960 – André Lwoff
- 1970 – Cornelius Van Niel (Kees van Niel)
- 1981 – Roger Stanier
- 1992 – Carl Woese
- 2003 – Karl Stetter
- 2015 – Craig Venter